# Ґреґ Триббетт
Ґреґорі Арнольд Триббетт-молодший (англ. Gregory Arnold Tribett Jr.; 7 листопада 1968, Пеорія, Іллінойс, США) — американський гітарист, один із засновників, гітарист і бек-вокаліст метал-гурту Mudvayne. Він також є колишнім соло-гітаристом та бек-вокалістом метал-гуртів Audiotopsy та Hellyeah. Він був з Mudvayne з моменту їхнього заснування в 1996 році до їх розпуску в 2010 році, а також знову з 2021 року і дотепер. Він назвав Ренді Роадса гітаристом, який найбільше вплинув на нього. У Ґреґа є 3 брати: Деррік «Трипп» Триббетт, який раніше грав на бас-гітарі в Dope та співав у Makeshift Romeo та Twisted Method, покійний Дастин «Диґґз» Триббетт, колись бас-гітарист Element та Dead End Asylum, який потім став незалежним музикантом та пісняром, а також Метт Триббетт, який був барабанним техніком в американському метал-гурті Slipknot.

## Кар'єра

### Mudvayne
Триббетт заснував Mudvayne у 1996 році в Пеорії, штат Іллінойс. Спочатку склад складався з басиста Шона Барклая, барабанщика Метью Макдоно та самого Триббетта, який грав на соло-гітарі. Початковий склад гурту остаточно сформувався, коли Чад Ґрей, який заробляв 40 000 доларів на рік на заводі, звільнився з основної роботи, щоб стати вокалістом. Триббетт брав участь у кожному релізі гурту, поки вони не взяли безстрокову перерву у 2010 році, а з 2021 року він брав участь у возз'єднанні Mudvayne.

### Hellyeah
У 2006 році Триббетт приєднався до вокаліста Mudvayne Чада Ґрея, ритм-гітариста Тома Максвелла та басиста Джеррі Монтано з Nothingface, щоб створити супергурт геві-метал/ґрув-метал Hellyeah. Він покинув гурт у 2014 році, щоб присвятити себе іншим музичним починанням.

### Audiotopsy
У 2015 році Триббетт створив гурт Audiotopsy разом з колишнім вокалістом Skrape Біллі Кітоном, басистом Перрі Стерном та колишнім барабанщиком Mudvayne Метью Макдоно. Вони випустили свій дебютний студійний альбом Natural Causes 2 жовтня 2015 року. Їхній другий альбом The Real Now вийшов 2 листопада 2018 року. У 2021 році Ґреґ та Метью покинули Audiotopsy через реформування Mudvayne.

## Обладнання
Триббетт відомий грою на широкому спектрі гітар, зокрема на гітарі типу flying-V від Legator. Legator випустив серію фірмових моделей Триббетта в цьому стилі. У 2022 році Трибетт схвалив гітари Dean. У 2024 році Dean випустив фірмову модель лінійки Vengeance, доступну в чорному або червоному сатиновому покритті. Обидві мають емблему Mudvayne у формі пентаграми на нижньому валу та оснащені звукознімачами EMG 81 та 85.

## Дискографія

### Mudvayne

#### Студійні альбоми
- L.D. 50 (2000)
- The End of All Things to Come (2002)
- Lost and Found (2005)
- The New Game (2008)
- Mudvayne (2009)

#### Альбоми-збірники
- By the People, for the People (2007)
- Playlist: The Very Best of Mudvayne (2011)

#### Мініальбоми
- Kill, I Oughtta (1997)
- The Beginning of All Things to End (2001)
- Live Bootleg (2003)

### Hellyeah
- Hellyeah (2007)
- Stampede (2010)
- Band of Brothers (2012)

### Audiotopsy
- Natural Causes (2012)
- The Real Now (2018)